# 249 Ilse
249 Ilse este un asteroid din centura principală, descoperit pe 16 august 1885, de Christian Peters.